# 더반
더반(영어: Durban, 줄루어: eThekwini)은 남아프리카 공화국의 항구도시로, 인구가 요하네스버그, 프리토리아에 이어 세번째로 많은 도시이며 도시권(Metro)으로는 요하네스버그, 케이프타운에 이은 세번째이다. eThekwini Metropolitan Municipality의 일원으로 인구는 2011년 메트로(해당지자체) 기준 3,44만명에 이르며 면적은 2,292km2이다. 도시자체는 인구 595,061명에 면적은 225.91km2이다. 현재 시장은 오베드 믈라바(Obed Mlaba)이다. 콰줄루나탈 주에서 가장 큰 도시이며, 분주한 항구도시로, 따뜻한 기후(동계: 싸늘하다.)와 바닷가 때문에 남아프리카 공화국의 주요 관광지이기도 하다.

## 개요
요하네스버그, 케이프타운에 이어 남아프리카 공화국에서 3번째로 큰 도시이며, 중요한 항구이다. 영어보다 줄루어가 더 많이 쓰인다. 또한 인도 이민자 인구가 매우 많아 약 80만명 정도 있는 것으로 알려졌다.
예부터 고급 리조트 지역으로도 유명하며 해안에는 대형 리조트 호텔이 늘어서 있다. 스포츠 시설과 인프라를 갖추고 있으며, 해마다 럭비와 수영 등 스포츠의 세계 선수권과 유엔의 각 기관이 개최하는 국제회의 개최지로 뽑히곤 한다. 그러나 남아공의 다른 도시들과 마찬가지로, 급속한 치안 악화가 사회 문제이다. 최근에는 바닷가에서 산책 중인 관광객이 피습되는 사건이 일어나 휴양지로서 치명타를 입어 관광지로서 ‘치안의 안정’이라는 큰 과제를 안게 되었다.
1974년 7월 홍수환은 이 곳에서 열린 세계복싱협회(WBA) 밴텀급 타이틀매치에서 챔피언 〈아널드 테일러〉를 물리치고 세계 정상에 올랐다.
2010년 6월 22일, 제19회 남아공 월드컵 축구 대회에서 대한민국 국가대표팀은 모세스 마비다 스타디움에서 사상 첫 원정 월드컵 16강에 진출했다.
2011년 7월, IOC 총회에서 2018년 동계 올림픽 개최지로 평창군이 선정되어 대한민국 스포츠계와 인연이 많은 도시가 됐다.

## 역사

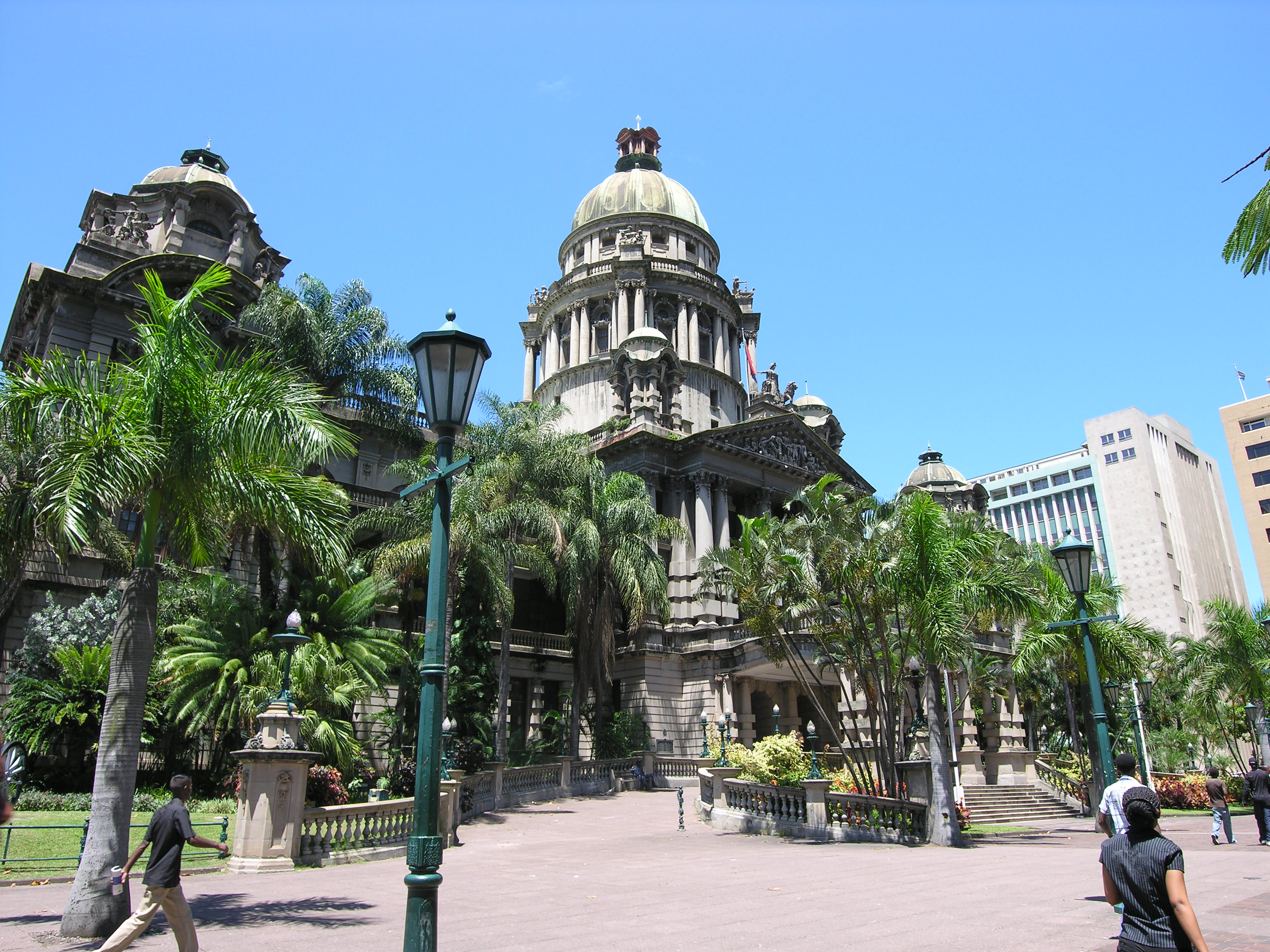
역사적 건축물 더반 시청

드라켄즈버그의 동굴벽화의 탄소연대 측정에 따르면, 더반에 인류가 자리잡은 시기는 기원전 10만년 전에 북쪽에서 온 사람들이라고 추측하고 있다. 이 사람들은 북쪽에서 온 반투인들의 확장이 있을 때까지 세기말 동안 콰줄루 평원의 중앙에 살고 있었다.
그 시대는 선사시대이기 때문에 최초의 거주자들에 대한 역사는 거의 남아 있지 않다. 최초로 언급을 한 것은 포르투갈 탐험가인 바스코 다 가마였다. 그는 유럽에서 인도까지 가는 항해로를 찾는 동안 콰줄루-나탈 해안까지 왔다. 그는 1497년 12월 25일에 콰줄루-나탈 해안에 상륙했다. 그리고 그 지역을 포르투갈어로 크리스마스를 뜻하는 '나탈'이라고 이름을 지었다.
현대적 도시로서의 더반은 영국인 F.G. 페어월 대위가 이끄는 25명의 무리가 케이프 콜로니에 도착했을 때인 1824년까지 거슬러 올라간다. 그리고 그들은 오늘날의 페어월 광장 근처인 나탈만의 북쪽 해안에 정착촌을 지었다.
페어월의 동행 중에 헨리 프랜시스 핀(1803–1861)이라는 모험가가 있었는데, 그는 전투 중 부상을 입은 자상을 회복하는데 도와줌으로써 줄루족의 왕인 샤카와 친구가 될 수 있었다. 샤카의 감사의 표시로 25마일의 땅을 허락받았다.
1835년 6월 23일 핀의 영토에서 35명의 백인과 만나는 동안 도시를 짓기로 결정하고, 그것을 당시 케이프 콜로니의 총독이었던 〈벤자민 더반〉 경의 이름을 따서 '더반'이라고 이름을 지었다.
1838년 보어트레커(Voortrekkers)는 더반 바로 위에 나탈리아 공화국을 설립하고, 피터마리츠버그를 수도를 삼았다. 줄루족과의 첨예한 갈등은 더반의 철수로 이어졌는데, 결국 1844년 아프리카너들은 군대의 위협 하에 영국의 병합을 받아들였다.
영국의 총독은 이 지역과 유럽에서 이민을 온 많은 정착민들 그리고 케이프 콜로니의 사람들에게 임명되었다. 영국은 1860년대 이곳에서 사탕수수 산업을 시작하였다. 농장주들은 농장에 투입할 줄루족 노동자들을 모으기 위해 애를 써야 했다. 그래서 영국인들은 인도에서 수천명의 5년제 계약 노동자를 데리고 왔다. 이 때문에 더반은 남아공에서 가장 큰 아시아계 사회가 형성되었다. 인도의 비폭력 독립 운동 지도자인 마하트마 간디는 1893년에서 1915년까지 이곳에서 변호사로 일했다.

### 현대의 더반
오늘날의 더반은 아프리카에서 가장 분주한 컨테이너 항 중의 하나이며, 가장 인기있는 관광 목적지이기도 하다. 1970년대 관광객을 위해 지어진 골든 마일과 더반은 관광객들에게 풍부한 볼거리를 제공하며, 특히 요하네스버그에서 휴양을 온 사람들에게 인기가 높다.
1990년대는 그 지위를 케이프타운에 뺐겼지만, 국내의 여행자들에게는 여전히 인기있는 목적지이기도 하다. 이 도시는 또한 국립공원과 줄루랜드 유적, 그리고 드라켄스버그를 가기 위한 관문도시이기도 하다.

## 지리와 기후

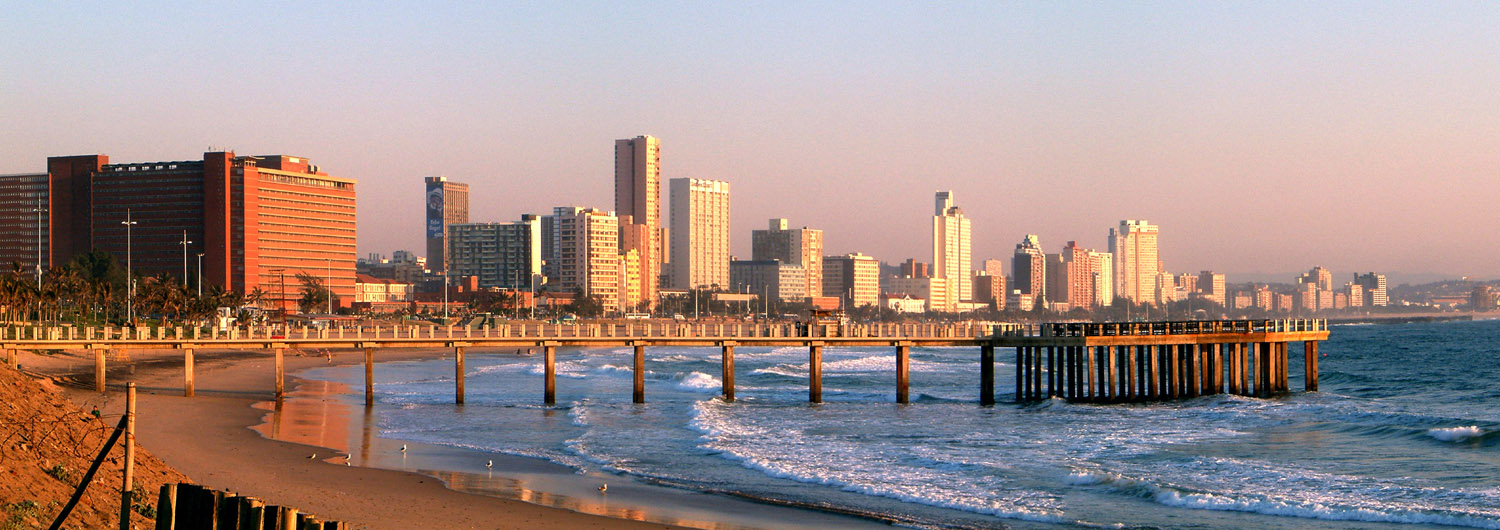
더반의 스카이 라인

메트로폴리탄 지역은 언덕이 많은 지역으로, 중앙 상업지구와 항구 지역을 빼면 평지가 드물다. 힐크레스와 클루프에서 떨어진 서쪽 교외 지역은 해발 이상으로 급격히 높으며, 보타힐에서와 마찬가지로 850m에 이르는 곳도 있다.
메트로폴리탄 지역 안에서도 많은 협곡과 골짜기가 발견되며 해안 평지가 드물다.
더반의 기후는 따뜻하고 습한 여름과 서리가 내리지 않으면서 따뜻하고 습하며 메마른 겨울의 아열대 기후가 특징이다 그러나 고도가 높기 때문에 서부 시외의 일부 지역은 겨울에 조금 추운 느낌이 들기도 한다. 더반의 강수량은 연 1,009mm정도이다.
연 평균 기온은 21 °C이며, 낮 최고 기온은 1월에서 3월까지 21 °C ~ 28 °C까지 오른다. 그리고 겨울인 6월에서 8월까지는 낮에 11 °C ~ 23 °C까지 떨어진다.
더반의 해돋이는 여름에는 대략 4시 45분무렵(*4시 15분)이며, 해너미는 19시 무렵(*19시 30분)으로, 겨울에는 6시 30분(*6시 10분)에 떠서 17시 20분(*17시)에 해가 진다.(*는 먼동과 황혼)
| 더반 (더반 국제공항)의 기후                                     | 더반 (더반 국제공항)의 기후 | 더반 (더반 국제공항)의 기후 | 더반 (더반 국제공항)의 기후 | 더반 (더반 국제공항)의 기후 | 더반 (더반 국제공항)의 기후 | 더반 (더반 국제공항)의 기후 | 더반 (더반 국제공항)의 기후 | 더반 (더반 국제공항)의 기후 | 더반 (더반 국제공항)의 기후 | 더반 (더반 국제공항)의 기후 | 더반 (더반 국제공항)의 기후 | 더반 (더반 국제공항)의 기후 | 더반 (더반 국제공항)의 기후 |
| 월                                                              | 1월                         | 2월                         | 3월                         | 4월                         | 5월                         | 6월                         | 7월                         | 8월                         | 9월                         | 10월                        | 11월                        | 12월                        | 연간                        |
| --------------------------------------------------------------- | --------------------------- | --------------------------- | --------------------------- | --------------------------- | --------------------------- | --------------------------- | --------------------------- | --------------------------- | --------------------------- | --------------------------- | --------------------------- | --------------------------- | --------------------------- |
| 역대 최고 기온 °C (°F)                                          | 36.2 (97.2)                 | 33.9 (93.0)                 | 34.8 (94.6)                 | 36.0 (96.8)                 | 33.8 (92.8)                 | 35.7 (96.3)                 | 33.8 (92.8)                 | 35.9 (96.6)                 | 36.9 (98.4)                 | 40.0 (104.0)                | 33.5 (92.3)                 | 35.9 (96.6)                 | 40.0 (104.0)                |
| 일평균 최고 기온 °C (°F)                                        | 28.0 (82.4)                 | 28.6 (83.5)                 | 27.9 (82.2)                 | 26.1 (79.0)                 | 24.9 (76.8)                 | 23.6 (74.5)                 | 22.8 (73.0)                 | 23.3 (73.9)                 | 23.5 (74.3)                 | 24.1 (75.4)                 | 25.3 (77.5)                 | 26.7 (80.1)                 | 25.4 (77.7)                 |
| 일일 평균 기온 °C (°F)                                          | 24.5 (76.1)                 | 25.0 (77.0)                 | 24.1 (75.4)                 | 22.0 (71.6)                 | 19.6 (67.3)                 | 17.4 (63.3)                 | 16.9 (62.4)                 | 18.2 (64.8)                 | 19.5 (67.1)                 | 20.4 (68.7)                 | 21.8 (71.2)                 | 23.4 (74.1)                 | 21.1 (69.9)                 |
| 일평균 최저 기온 °C (°F)                                        | 21.3 (70.3)                 | 21.3 (70.3)                 | 20.5 (68.9)                 | 17.6 (63.7)                 | 14.2 (57.6)                 | 11.2 (52.2)                 | 10.8 (51.4)                 | 13.0 (55.4)                 | 15.4 (59.7)                 | 17.1 (62.8)                 | 18.6 (65.5)                 | 20.2 (68.4)                 | 16.8 (62.2)                 |
| 역대 최저 기온 °C (°F)                                          | 14.0 (57.2)                 | 13.3 (55.9)                 | 11.6 (52.9)                 | 8.6 (47.5)                  | 4.9 (40.8)                  | 3.5 (38.3)                  | 2.6 (36.7)                  | 2.6 (36.7)                  | 4.5 (40.1)                  | 8.3 (46.9)                  | 10.3 (50.5)                 | 11.8 (53.2)                 | 2.6 (36.7)                  |
| 평균 강수량 mm (인치)                                           | 121.6 (4.79)                | 108.2 (4.26)                | 93.3 (3.67)                 | 73.1 (2.88)                 | 46.9 (1.85)                 | 29.5 (1.16)                 | 58.5 (2.30)                 | 31.1 (1.22)                 | 70.7 (2.78)                 | 105.0 (4.13)                | 117.3 (4.62)                | 120.4 (4.74)                | 975.6 (38.4)                |
| 평균 강수일수 (≥ 1.0 mm)                                        | 9.8                         | 8.5                         | 8.1                         | 5.8                         | 4.0                         | 2.4                         | 2.9                         | 3.5                         | 7.2                         | 11.4                        | 11.2                        | 11.0                        | 85.8                        |
| 평균 상대 습도 (%)                                              | 80                          | 80                          | 80                          | 78                          | 76                          | 72                          | 72                          | 75                          | 77                          | 78                          | 79                          | 79                          | 77                          |
| 평균 월간 일조시간                                              | 184.0                       | 178.8                       | 201.6                       | 206.4                       | 223.6                       | 224.9                       | 230.4                       | 217.0                       | 173.3                       | 169.4                       | 166.1                       | 189.9                       | 2,365.4                     |
| 출처 1: Starlings Roost Weather (평년값: 1991년~2020년)         |                             |                             |                             |                             |                             |                             |                             |                             |                             |                             |                             |                             |                             |
| 출처 2: 미국 해양대기청 (극값/상대습도/일조시간: 1961년~1990년) |                             |                             |                             |                             |                             |                             |                             |                             |                             |                             |                             |                             |                             |

## 인구

더반의 인구 밀도 지도

흑인이 전체 인구의 68.3%이며, 그 뒤를 아시아계나 인도 사람들이 19.90%로 잇따른다. 백인은 8.98%이며, 그외 컬러드라 부르는 혼혈인이 2.89%에 달한다.
인구의 48.9%는 24세 이하이며, 4.2%는 65세 이상이다. 도시의 중위 연령은 25살이며, 여자 100명당 남자는 92.5%이다.
시거주민의 27.9%는 실업자며, 실업자의 88.6%는 흑인, 18.3%는 혼혈인, 8.2%는 아시아계 또는 인도계이며, 백인은 가장 실업률이 낮은 4.4%이다.
63.04%의 더반 거주민들은 집에서 줄루어를 말하고, 29.96%는 영어를 말한다.
주민의 10.0%는 20세 이상이며, 학교 교육을 받지 못했고, 13.3%는 약간의 초등 교육을, 5.7%는 단지 초등학교만 졸업했으며, 34.6%는 고등학교 교육을 마쳤다. 26.8%는 단지 고등학교만을 마쳤으며, 9.6%는 고등학교 수준보다 더 높은 교육을 받았다.
대략, 주민의 36.4%는 고등학교를 마쳤다. 15세 이상 65이하 도시 근로자의 평균 연소득은 20,695자이다. 남자는 평균 연소득 24,851 ZAR이며, 여성 비율은 16,927이었다.
| 연도 | 인구      | ±%     |
| ---- | --------- | ------ |
| 1940 | 330,000   | —      |
| 1950 | 463,000   | +40.3% |
| 1960 | 677,000   | +46.2% |
| 1970 | 855,000   | +26.3% |
| 1980 | 1,214,160 | +42.0% |
| 1990 | 1,722,961 | +41.9% |
| 1996 | 2,239,703 | +30.0% |
| 2000 | 2,625,306 | +17.2% |
| 2010 | 2,949,093 | +12.3% |
| 2011 | 2,971,536 | +0.8%  |
| 2016 | 3,330,000 | +12.1% |
| 2017 | 3,110,027 | −6.6%  |
| 2018 | 3,133,729 | +0.8%  |
| 2019 | 3,114,573 | −0.6%  |
| 2021 | 3,176,254 | +2.0%  |
| 2022 | 3,776,000 | +18.9% |

## 관광

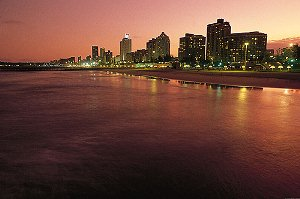
골든 마일의 일몰

- 골든 마일
- 썬코스트 카지노 엔터테인먼트 월드
- 국제 컨벤션 센터
- 우샤카 마린 월드
- 사하라 스타디움 킹스메드
- 그레이빌 레이스코스
- 움게니 강 새 공원

## 교통

### 공항
킹 샤카 국제 공항이 2010년 5월 1일 개장했다. 5월 1일 기존의 더반 국제공항에 있던 시설들을 모두 이전하면서 그 기능을 대체하여 국내선과 국제선의 기능을 모두 하고 있다. 중앙 상업 지구에서 36 km 떨어진 ‘라 머시’라는 곳에 건설되어 있으며, 두바이, 에스와티니, 모잠비크, 모리셔스와는 정기편을 운항하고 있다. 다른 대륙의 국제선 노선으로 싱가폴, 런던, 오스트레일리아가 예정되어 있다.

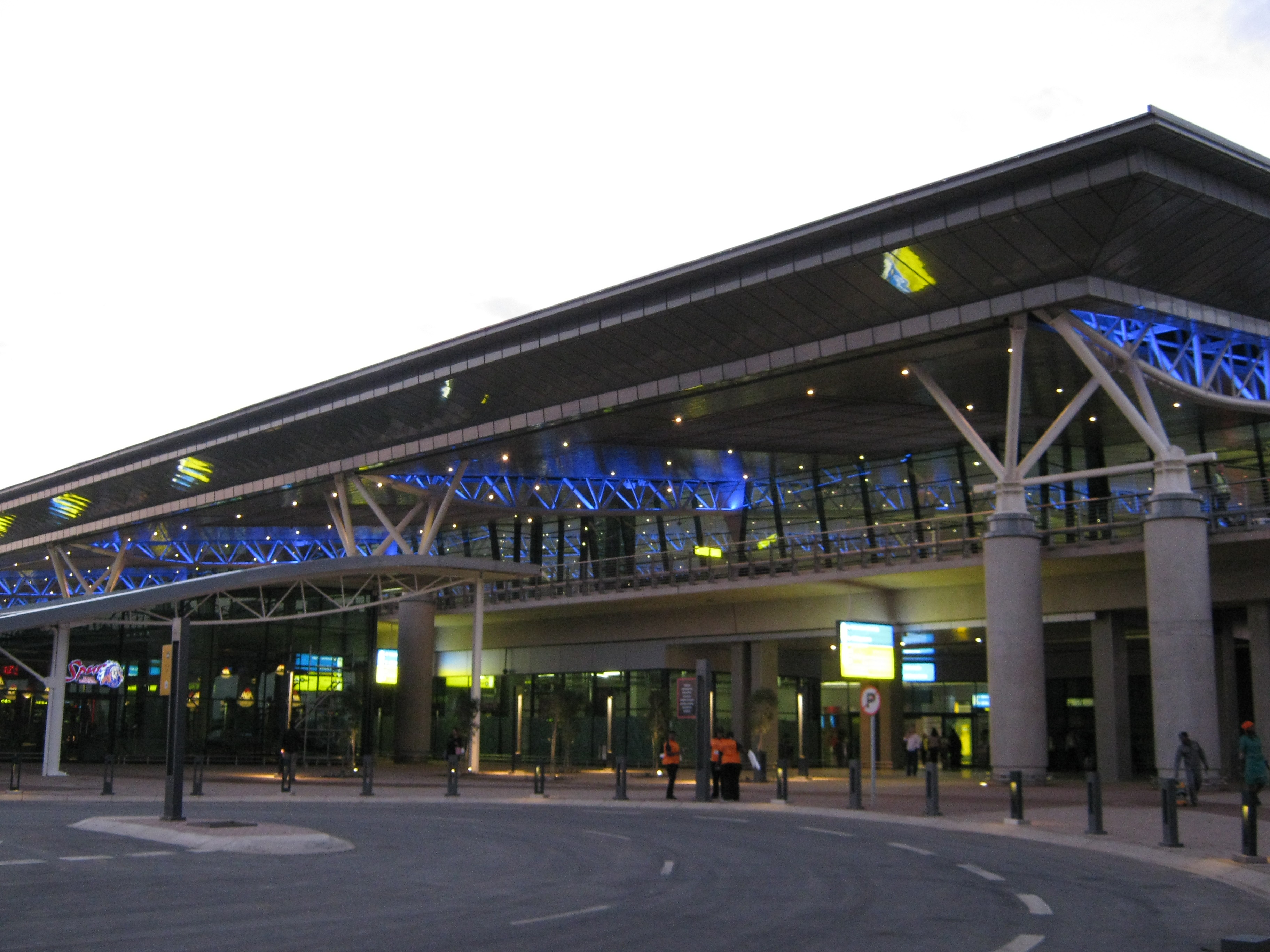
킹 샤카 국제 공항
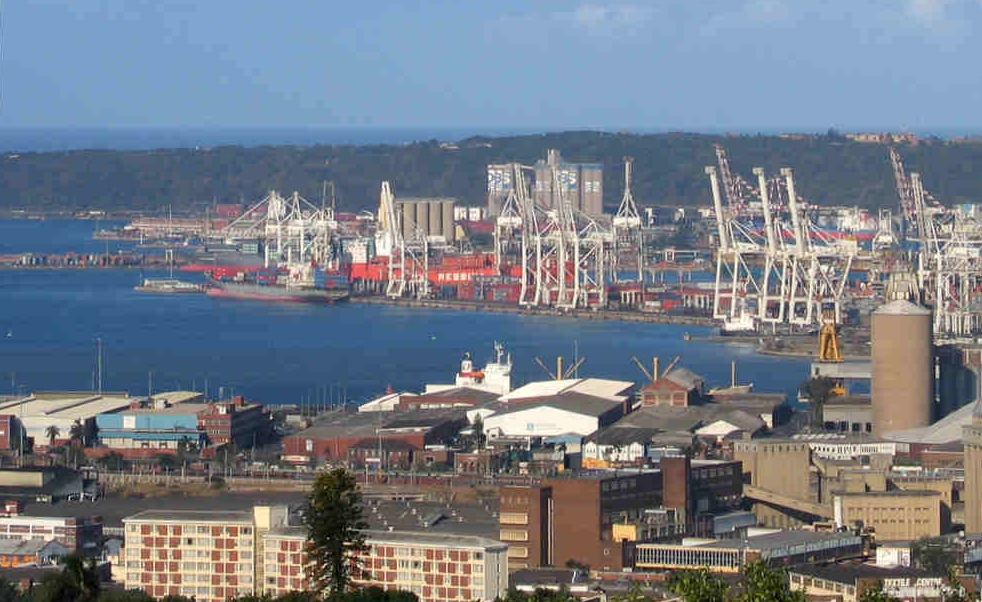
더반 항구

## 스포츠
더반은 2개의 럭비 유니온의 홈이다. 나탈 샥스는 국내의 쿠리에컵에서 활동을 하며, 샥스는 국제 경기인 슈퍼 14에서 활약을 한다. 이 두 팀 모두 56,000명을 수용할 수 이는 《킹스 파크 경기장》을 본 구장으로 삼고 있다. 현재 이 구장은 스폰서 문제로 《ABSA 경기장》으로 불리기도 한다.
더반에는 프리미어 사커 리그에서 활약하고 있는 〈아마줄루〉와 〈탄다 로열 줄루〉, 〈골든 애로우〉, 세 클럽의 홈구장이기도 하다. 〈아마줄루〉의 대부분의 경기를 〈프린세스 마고고 경기장〉에서 치루지만, 특별하게 중요한 경기는 《ABSA 경기장》에서 치르기도 한다. 〈골든 애로우〉도 자신들의 구장을 가지고 있다. 움라지 교외에 있는 《킹 제웰리티니 경기장》이 전용구장이지만, 중요한 경기는 역시 《ABSA 경기장》에서 치른다. 원래는 더반은 여러 번 우승을 차지한 바 있는 〈마닝 레인저스〉의 홈구장이기도 했다.
2010년 FIFA 월드컵이 열린 《모세스 마비다 경기장》(Moses Mabhida Stadium)은 7만까지 수용이 가능하며, 《킹스 파크 스타디움》에 인접해 있다.
더반에는 돌핀스라는 크리켓 팀이 있다. 샤운 폴록, 란스 클루저너, 배리 리처드 모두 돌핀스 출신이다. 더반에서 크리켓은 〈사하라 스타디움 킹스메드〉에서 열린다.

## 자매 도시
- 중화민국 가오슝
- 베네수엘라 마라카이보
- 이집트 알렉산드리아
- 아제르바이잔 바쿠
- 네덜란드 로테르담
- 프랑스 낭트
- 벨기에 안트베르펜
- 독일 브레멘
- 짐바브웨 불라와요
- 알제리 오랑
- 오스트레일리아 브리즈번
- 영국 리즈
- 미국 시카고
- 미국 뉴올리언스
- 프랑스 르포르
- 이스라엘 에일라트
- 중화인민공화국 광동성 광주
- 대한민국 광주광역시